# Pestalotiopsis oxyanthi
Pestalotiopsis oxyanthi är en svampart som först beskrevs av Thüm., och fick sitt nu gällande namn av Steyaert 1949. Pestalotiopsis oxyanthi ingår i släktet Pestalotiopsis och familjen Amphisphaeriaceae.   Inga underarter finns listade i Catalogue of Life.